# Castelo Terpersie
O Castelo Terpersie (em inglês:  Terpersie Castle) é um castelo do século XVI localizado em Tullynessle and Forbes, Aberdeenshire, Escócia.

## História
Construído por William Gordon em 1561, foi restaurado em 1665 após ter sofrido um incêndio.
Encontra-se classificado na categoria "A" do "listed building" desde 16 de abril de 1971.